# When We Were Young (festival)
Pour le single d'Adele, voir When We Were Young.
 (octobre 2022).
La mise en forme du texte ne suit pas les recommandations de Wikipédia : il faut le « wikifier ».
Les points d'amélioration suivants sont les cas les plus fréquents. Le détail des points à revoir est peut-être précisé sur la page de discussion.
- Les titres sont pré-formatés par le logiciel. Ils ne sont ni en capitales, ni en gras.
- Le texte ne doit pas être écrit en capitales (les noms de famille non plus), ni en gras, ni en italique, ni en « petit »…
- Le gras n'est utilisé que pour surligner le titre de l'article dans l'introduction, une seule fois.
- L'italique est rarement utilisé : mots en langue étrangère, titres d'œuvres, noms de bateaux, etc.
- Les citations ne sont pas en italique mais en corps de texte normal. Elles sont entourées par des guillemets français : « et ».
- Les listes à puces sont à éviter, des paragraphes rédigés étant largement préférés. Les tableaux sont à réserver à la présentation de données structurées (résultats, etc.).
- Les appels de note de bas de page (petits chiffres en exposant, introduits par l'outil «  Source ») sont à placer entre la fin de phrase et le point final[comme ça].
- Les liens internes (vers d'autres articles de Wikipédia) sont à choisir avec parcimonie. Créez des liens vers des articles approfondissant le sujet. Les termes génériques sans rapport avec le sujet sont à éviter, ainsi que les répétitions de liens vers un même terme.
- Les liens externes sont à placer uniquement dans une section « Liens externes », à la fin de l'article. Ces liens sont à choisir avec parcimonie suivant les règles définies. Si un lien sert de source à l'article, son insertion dans le texte est à faire par les notes de bas de page.
- La présentation des références doit suivre les conventions bibliographiques. Il est recommandé d'utiliser les modèles {{Ouvrage}}, {{Chapitre}}, {{Article}}, {{Lien web}} et/ou {{Bibliographie}}. Le mode d'édition visuel peut mettre en forme automatiquement les références.
- Insérer une infobox (cadre d'informations à droite) n'est pas obligatoire pour parachever la mise en page.

Pour une aide détaillée, merci de consulter Aide:Wikification.
Si vous pensez que ces points ont été résolus, vous pouvez retirer ce bandeau et améliorer la mise en forme d'un autre article.
When We Were Young est un festival de musique qui s'est tenu à Winchester (Nevada) au Las Vegas Festival Grounds les 23 et 29 octobre 2022,,.
L'événement a été annoncé pour la première fois le 18 janvier 2022, en tant qu'événement d'une journée le 22 octobre 2022. Les billets se sont vendus rapidement, ce qui a entraîné l'ajout de deuxième et troisième dates les 23 et 29 octobre 2022,. Le 11 octobre 2022, le festival a annoncé qu'il reviendrait pour une deuxième année en 2023 avec Blink-182 et Green Day en tête d'affiche. Matt Skiba d'Alkaline Trio affirme que la programmation du festival a été annoncée avant que les groupes ne soient engagés, mais que tous les groupes accepteraient de jouer.
Le groupe Car Seat Headrest devait jouer dans le cadre de la programmation 2022, mais s'est retiré en raison de problèmes de santé.
Le premier jour a été annulé en raison de la météo.

## Compositions

### 2022
La programmation officielle du festival par ordre alphabétique ; têtes d'affiche en gras :
- 3OH!3
- Acceptance
- AFI
- Alex G (weekend 2 only)
- Alkaline Trio
- The All-American Rejects
- Anberlin
- Armor for Sleep
- Atreyu
- Avril Lavigne
- Bayside
- Black Veil Brides
- Boys Like Girls
- Bright Eyes
- Bring Me the Horizon
- Dance Gavin Dance
- Dashboard Confessional
- A Day to Remember
- Four Year Strong
- The Garden
- Glassjaw
- Hawthorne Heights
- HorrorPops
- Lil Huddy
- I Prevail
- Ice Nine Kills
- Jimmy Eat World
- Jxdn
- Kittie
- Knocked Loose
- La Dispute (weekend 1 only)
- The Linda Lindas
- The Maine
- Manchester Orchestra
- Mayday Parade
- Meet Me at the Altar
- Millionaires
- Mom Jeans
- Motionless in White
- My Chemical Romance
- Neck Deep
- Nessa Barrett
- Paramore
- Palaye Royale
- Prentiss
- Pierce the Veil
- Poppy
- Pvris
- The Ready Set
- The Red Jumpsuit Apparatus
- Royal & the Serpent
- Saosin
- Senses Fail
- Silverstein
- Sleeping With Sirens
- The Starting Line
- State Champs
- Story of the Year
- The Story So Far
- Taking Back Sunday
- Thursday
- TV Girl
- We the Kings
- Wolf Alice (weekend 1 only)
- The Wonder Years
- The Used

### 2023
La programmation officielle du festival par ordre alphabétique ; têtes d'affiche en gras :
- 5 Seconds of Summer
- 30 Seconds to Mars
- The Academy Is...
- AJJ
- All Time Low
- The Ataris
- Beach Bunny
- Blink-182
- Bowling for Soup
- Citizen
- Ekkstacy
- Fenix TX
- Finch
- The Front Bottoms
- Games We Play
- Goldfinger
- Good Charlotte
- Green Day
- Gym Class Heroes
- Hot Mulligan
- Jean Dawson
- Joyce Manor
- KennyHoopla
- Knuckle Puck
- Less Than Jake
- Lit
- Magnolia Park
- Michelle Branch
- Motion City Soundtrack
- Movements
- The Movielife
- MxPx
- New Found Glory
- No Pressure
- The Offspring
- Pierce the Veil
- Plain White T's
- Relient K
- Rise Against
- Saves the Day
- Say Anything
- Set It Off
- Simple Plan
- Something Corporate
- Sum 41
- Thrice
- Tigers Jaw
- Turnover
- The Veronicas
- Waterparks
- The Wrecks
- Yellowcard
- Zebrahead